# Nước đen (tiểu thuyết)
Nước đen là cuốn thứ năm trong bộ truyện Pendragon bởi tác giả D. J. MacHale. Bốn tháng sau khi Mark và Courtney đã đối mặt với tên Saint Dane trong ống dẫn và cuối cùng cũng nhận được nhật ký thứ mười sáu của Pendragon trên Eelong... Tên Saint đã tuyên bố luật trò chơi đã thay đổi.

## Giới thiệu
Cuộc chơi đã thay đổi từ khi tên Saint nham hiểm đã có được chiến thắng đầu tiên trên Veelox. Eelong là lãnh địa mà loài người là quig và là loài vật hạ đẳng vì thế đã gây nên không ít khó khăn cho Pendragon. Luật lữ khách là không được xáo trộn lãnh địa này qua lãnh địa khác nhưng muốn cứu Eelong, Pendragon đành phải phá luật để đánh bại tên Saint để cứu Eelong. 

## Cốt truyện
Toàn bộ truyện dường như không phải cho Mark Dimond, là một trong hai phụ tá cho lữ khách ở Thế giới thứ hai, đã vô tình phát hiện tên Andy Mitchell là kẻ hay bắt nạt và dốt đặc lại là nhà khoa học. Courtney Chetwynde người đồng hành cùng Mark và là bạn gái của Pendragon đã từng là vận động viên phi thường nhưng đã không còn nữa từ năm ngoái khi các bạn nữ khác đã bắt kịp cô. Từ khi Pendragon bỏ đi từ Veelox đến Eelong một lãnh địa loài người được cho là loài hạ đẳng gọi là Gar bị bắt làm việc giống như nô lệ và có thể bị ăn thịt. Loài vật thống trị ở đây giống như các con mèo gọi là Klee. Gar đã lập kế hoạch gọi là mùa vọng để giải thoát toàn bộ Gar trên lãnh địa bằng cách dùng hộp đen phát thanh, một thiết bị hiện đại mà Gar sáng tạo, cho toàn bộ Gar một lúc và tất cả bọn họ sẽ làm một cuộc đảo chính để đi tới miến đất hứa gọi là Nước Đen, là một xã hội văn minh ngay cả văn minh hơn xã hội loài Klee. Nước Đen là nơi mà một số Gar sau khi đã thoát khỏi cảnh nộ lệ từ mấy thế hệ trước đến đây để sinh cư lập nghiệp. Người thủ lĩnh trong nước đen tên là Aron. Nhưng tên Saint đâu để yên vậy, hắn đã có mưu đồ diệt chủng cả bộ tộc Gar bằng cách lợi dụng Klee để thả độc cực nguy hiểm mà hắn chôm được từ Cloral và đã từng được hắn sử dụng để tiêu diệt Cloral. Nó có thể giết chết người trong chớp mắt và sẽ được chiếc trực thăng gọi là gig thả xuống nước đen. Trước đó hắn đầu độc nhiều cây quả tươi tốt để loài Klee thiếu lương thực và đi đến quyết định bỏ hiến pháp không ăn thịt loài gar. Một khi ăn thịt hết loại gar thì loài Tang, là nhưng loài động vật giống như các con khủng long với kích thước nhỏ, sẽ không gì để ăn. Gar là thức ăn chủ yếu của Tang vì thế nếu không có Gar thì loài Tang sẽ tấn công loài Klee điều đó sẽ dẫn tới sự hủy diệt toàn bộ trên lãnh địa Eelong. Kế hoạch của hắn đã được phụ tá của Pendragon phát hiện từ khi gặp Seegen là bố của Kasha và đã chết tức thì sau đó nhưng đã kịp thông báo về vụ thuốc độc cho họ. Sau đó, họ đi đến Cloral cầu cứu vì đây là nơi có thể cầu cứu, họ lấy thuốc giải từ đây và đi cùng với Spader đến Eelong để cứu thảm hoạ diệt chủng nơi đây. Cuối cũng họ cũng đã cứu thoát Eelong và Kasha là lữ khách của Eelong có nhiệm vụ giải thích cho Aron biết tất cả vụ này chỉ do mình tên Timber (thật ra lên tên Saint giả dạng) và hai loài sẽ tiến hành hợp tác sống một cách bình đằng với nhau. Pendragon cảm thấy nhẹ lòng khi nhìn thấy Eelong phát triển khá tốt, tên Saint đã giả dạng thành một cô bé nhỏ nói cho Pendragon: hẹn gặp mi ở Zadaa và chính vì vậy Pendragon đã biết mục tiêu trước mắt mình là Zadaa. Cuối cùng, cuộc chia ly phải đến Pendragon và các lữ khách khác đến tiễn họ về lãnh địa Trái đất thứ hai và họ cũng đi đến Zadaa cùng nhau nhưng trừ Kasha vì cô sẽ bị chú ý nếu qua những lãnh địa khác. Sau khi gọi Trái đất thứ hai, ống dẫn dường như đang bị sụp đổ Pendragon xô Mark và Courtney vào ống dẫn để họ có thể trở về. Pendragon và Kasha đã kịp đến Zadaa nhưng Kasha đã bị đá rớt trúng đầu và đã qua đời không lâu sau đó. Vì thế ông Gunny và Spader đã bị mắc kẹt ở Eelong, điều đó nghĩa là ống dẫn của Eelong đã bị phá huỷ. Mark và Courtney sau khi về tới lãnh địa của mình họ phải tìm cách tạo dựng chuyện xạo cùng với lý do để biến mất trong mấy tháng nhưng khi về tới về thì hoá ra thơi gian dường như chưa hề trôi. họ nhận được nhật ký của Boddy về thông tin mới. Boddy nói: tất cả những vụ đó là một cái bẫy họ đã dụ chúng ta phá luật từ việc cho hai cậu biết Eelong bị đầu độc đến những việc khác, vì thế đã gây nên sự mất trật tự trong Halla đã làm ống dẫn bị rạn vỡ. Mình không hề trách hai bạn và mình rất vui sướng khi được sự giúp đỡ của hai bạn, nhiều khi mình ước hai bạn là lữ khách luôn để cùng mình chia sẻ mọi gách nặng nhưng số mệnh phải thế thôi nên hai bạn đành phải tiếp tục làm phụ tá cho mình và giúp mình giữ hộ nhật ký. Mình dặn hai bạn điều cuối cùng dù làm gì đi nữa đừng bao giờ vận hành ống dẫn nữa. Eelong là một minh chứng tuy chúng ta thắng nhưng chúng ta đã bị mất ba lữ khách.

## Xem Thêm
- Official Website